# Charge d'Ottawa
La Charge d'Ottawa, auparavant l'équipe d'Ottawa est une équipe professionnelle féminine de hockey sur glace basée à Ottawa en Ontario. Elle est l'une des six équipes originelles de la Ligue professionnelle de hockey féminin (LPHF).

## Histoire
Le 29 août 2023, il est annoncé que l'une des six premières équipes de la LPHF serait située à Ottawa. Deux jours plus tard, le 1er septembre, Michael Hirshfeld, directeur général de l’Association des entraîneurs de la LNH (AELNH) pendant sept ans, est nommé premier directeur général de l'équipe,. Le même jour, la LPHF annonce également que les matchs de l'équipe d'Ottawa se tiendront au TD Place Arena.
Le 15 septembre, Carla MacLeod, l'entraîneuse en chef du hockey féminin des Dinos de Calgary et double médaillée d'or aux Jeux olympiques de 2006 et 2010 avec l'équipe du Canada féminine de hockey sur glace, est nommée entraineuse-cheffe de l'équipe,.
Brianne Jenner, Emily Clark et Emerance Maschmeyer, trois médaillées d'or aux Jeux olympiques de 2022 avec l'équipe du Canada féminine de hockey sur glace, sont les trois premières joueuses officielles de l'équipe d'Ottawa. L'annonce, faite le 5 septembre 2023, indique la signature de contrats d'une durée de trois ans avec au moins 80 000 $ US (109 000 $ CA) par saison.
Le 18 septembre, lors du repêchage 2023 de la LPHF, l'équipe d'Ottawa sélectionne 15 joueuses. Son premier choix, sélectionné au cinquième rang au total, est Savannah Harmon, 
une défenseuse américaine membre de l'équipe des États-Unis féminine de hockey sur glace, médaillée d'argent lors des Jeux olympiques de 2022,.
Les couleurs, rouge, blanc et gris foncé, ainsi que les maillots de l'équipe sont officiellement dévoilés le 14 novembre 2023. L'équipe porte le maillot rouge lors de ses matchs à domicile et le blanc lors de ses matchs à l'extérieur,.
Le 29 décembre 2023, Brianne Jenner est nommée à titre de première capitaine de l'équipe. L'attaquante Emily Clark et la défenseuse Jincy Roese (en) sont nommées capitaines adjointes.
Quatre jours plus tard, le 2 janvier, le premier match de l'équipe est joué à domicile au TD Place Arena contre l'équipe de Montréal devant 8 318 spectateurs, un record d'assistance pour le hockey féminin professionnel. Hayley Scamurra (en) marque le premier but de la partie pour l'équipe d'Ottawa, également le premier but de l'histoire de la franchise. L'équipe montréalaise remporte cependant la partie 3 à 2 en prolongation.

### Nom de l'équipe
Le 9 septembre 2024, l'équipe, connue jusque là sous le nom d'équipe d'Ottawa (PWHL Ottawa en anglais), prend le nom officiel de Charge d'Ottawa (Ottawa Charge en anglais).

## Équipe

### Alignement actuel
| No    | Nom                 | Nat. | Position         | Arrivée                                     |
| ----- | ------------------- | ---- | ---------------- | ------------------------------------------- |
| +030, | Sandra Abstreiter   |      | Gardienne de but | 2023 - Freising, Allemagne                  |
| +021, | Ashton Bell         |      | Défenseuse       | 2023 - Deloraine, Manitoba                  |
| +024, | Emma Buckles        |      | Défenseuse       | 2024 - Équipe de Boston                     |
| +026, | Emily Clark – A     |      | Attaquante       | 2023 - Saskatoon, Saskatchewan              |
| +027, | Shiann Darkangelo   |      | Attaquante       | 2024 - Équipe de Boston                     |
| +020, | Sammy Davis         |      | Attaquante       | 2023 - Pembroke, Massachusetts              |
| +081, | Rosalie Demers      |      | Attaquante       | 2024 - Blainville, Québec                   |
| +010, | Becca Gilmore       |      | Attaquante       | 2023 - Wayland, Massachusetts               |
| +015, | Savannah Harmon     |      | Défenseuse       | 2023 - Downers Grove, Illinois              |
| +017, | Gabbie Hughes       |      | Attaquante       | 2023 - Lino Lakes, Minnesota                |
| +005, | Samantha Isbell     |      | Attaquante       | 2024 - Équipe de Boston                     |
| +019, | Brianne Jenner – C  |      | Attaquante       | 2023 - Oakville, Ontario                    |
| +022, | Lauren MacInnis     |      | Défenseuse       | 2024 - Saint-Louis, Missouri                |
| +038, | Emerance Maschmeyer |      | Gardienne de but | 2023 - Bruderheim, Alberta                  |
| +034, | Rachel McQuigge     |      | Gardienne de but | 2023 - Bowmanville, Ontario                 |
| +016, | Kateřina Mrázová    |      | Attaquante       | 2023 - Kolín, Rép. féd. tchèque et slovaque |
| +071, | Jincy Roese – A     |      | Défenseuse       | 2023 - O'Fallon, Missouri                   |
| +014, | Hayley Scamurra     |      | Attaquante       | 2023 - Williamsville, New York              |
| +011, | Akane Shiga         |      | Attaquante       | 2023 - Obihiro, Hokkaido                    |
| +008, | Natalie Snodgrass   |      | Attaquante       | 2023 - Eagan, Minnesota                     |
| +002, | Aneta Tejralová     |      | Défenseuse       | 2023 - Prague, Tchéquie                     |
| +013, | Tereza Vanišová     |      | Attaquante       | 2024 - Équipe de Montréal                   |
| +009, | Daryl Watts         |      | Attaquante       | 2023 - Toronto, Ontario                     |

### Joueuses blessées
| No    | Nom                   | Nat. | Position   | Arrivée                      |
| ----- | --------------------- | ---- | ---------- | ---------------------------- |
| +003, | Zoe Boyd              |      | Défenseuse | 2023 - Caledon East, Ontario |
| +025, | Kristin Della Rovere  |      | Attaquante | 2023 - Caledon East, Ontario |
| +094, | Fanni Garát-Gasparics |      | Défenseuse | 2023 - Budapest, Hongrie     |

### Réservistes
| No    | Nom                  | Nat. | Position   | Arrivée                      |
| ----- | -------------------- | ---- | ---------- | ---------------------------- |
| +018, | Malia Schneider      |      | Attaquante | 2023 - Millarville, Alberta  |
| +095, | Audrey-Ann Veillette |      | Attaquante | 2024 - Drummondville, Québec |